# دبیرستان رازی آبادان
دبیرستان رازی دبیرستانی قدیمی (افتتاح در ۱۳۰۲) در آبادان است که از نمادهای فرهنگی آبادان به‌شمار می‌آید. این دبیرستان که هم‌اکنون در حال بازسازی‌ست در منطقه سیکلین و در نزدیکی فلکه مجسمه واقع شده‌است.

## پیشینه
دبیرستان رازی در دهه ۱۳۳۰ از مراکز فعالیت‌های سیاسی دانش‌آموزی بوده‌است.

## دانش‌آموختگان
مانوک خدابخشیان، ناصر تقوایی، امیر نادری، صفدر تقی‌زاده، نجف دریابندری،محمدتقی افشاری،   حمید رشیدی، از دانش‌آموختگان این دبیرستان هستند.
بهزاد و بهنام امیری دوان و همچنین مجید پیرزاد از کادرهای ارشد سازمان چریکهای فدائی خلق ایران و غلامحسین صفاتی از رهبران گروه منصورون از دانش‌آموختگان این دبیرستان بوده‌اند. فروزا پورکی، فرزادکاشانی ، جمشید خونجوش، منصور محتشم،  حسین مقبل. مسعود محمودی، حمید حمیدی، محمود دهداری، گاسپار غیاسیان، غلامحسین دوانی، عبادیان و حسین اعتمادی از دانش آموزان برجسته این دبیرستان در دهه ۱۳۵۰ بوده‌اند. دبیران برجسته این دبیرستان قبل از انقلاب اسلامی آقایان ناصر کتانچی ، زهتاب ، دیلمقانی ، اهوازی ، میثمی ، هورفر ، اشرف العقلائی ، معبودانصاری ، آذری ، شریفی ، حسین آبادی، آریانفر، مکی مهدوی ، فرخ پیام و واعظ بودند که ریاست دبیرستان برعهده دکتر  اصغر نراقی  و آقایان فرهمند، ساده و چگینی بترتیب معاونان دبیرستان تا سالهای پیش از انقلاب بوده‌اند.